# مکس اسکلادانوسکی

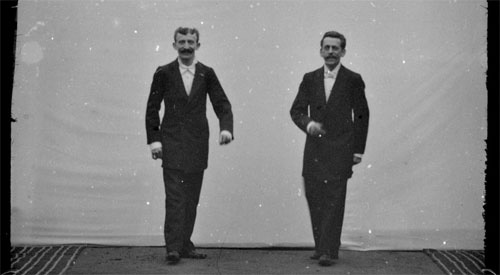
مکس و امیل اسکلادانوسکی در مقابل پرده نمایش فیلم

مکس اسکلادانوسکی (آلمانی: Max Skladanowsky) (۳۹ آوریل ۱۸۶۳- ۳۰ نوامبر ۱۹۳۹) مخترع و پیشگام فیلم‌سازی اهل آلمان بود. به همراه برادرش، او بایوسکوپ را که اختراع کردند. بایوسکوپ، فیلم پروژکتوری اولیه بود که این دو برادر با استفاده از آن، اولین تصاویر متحرک را به تماشاچیانی که از آن‌ها پول دریافت شده بود، در اول نوامبر ۱۸۹۵، نمایش دادند؛ درست قبل از ۲۸ دسامبر ۱۸۹۵ که برادران لومیر اولین نمایش عمومی‌شان را به وسیله سینماتوگراف که از لحاظ تکنیکی بر اختراع آن‌ها برتری داشت، ترتیب دهند.
(البته برادران لومیر پیش از آن در ۲۲ مارس ۱۸۹۵، نمایشی خصوصی برگزار کرده بودند.)